# Enallagma minusculum
Enallagma minusculum är en trollsländeart som beskrevs av Morse 1895. Enallagma minusculum ingår i släktet Enallagma och familjen dammflicksländor. IUCN kategoriserar arten globalt som livskraftig. Inga underarter finns listade i Catalogue of Life.